# كرايغ كونينغهام
كرايغ كونينغهام هو لاعب هوكي الجليد كندي، ولد في 13 سبتمبر 1990 في ترايل في كندا.

## وصلات خارجية
- كرايغ كونينغهام على موقع دوري الهوكي الوطني (الإنجليزية)
- كرايغ كونينغهام على موقع EliteProspects.com (الإنجليزية)
- كرايغ كونينغهام على موقع HockeyDB.com (الإنجليزية)
- كرايغ كونينغهام على موقع Hockey-Reference.com (الإنجليزية)